# Número p-ádico

Los enteros 3-ádicos, con los caracteres correspondientes seleccionados en su grupo de dualidad de Pontriaguin

En matemáticas, el sistema numérico p-ádico para cualquier número primo p extiende la aritmética ordinaria de los números racionales de una manera diferente a la extensión de los números racionales a los sistemas numéricos real y complejo. La extensión se logra mediante una interpretación alternativa del concepto de cercanía o valor absoluto. En particular, se considera que dos números p-ádicos están cerca cuando su diferencia es divisible por una potencia elevada de p: cuanto mayor es la potencia, más cerca están. Esta propiedad permite que los números p-ádicos codifiquen la información de congruencia de una manera que resulta tener aplicaciones de gran alcance en teoría de números, incluida, por ejemplo, la famosa demostración del último teorema de Fermat por Andrew Wiles.
Estos números fueron descritos por primera vez por Kurt Hensel en 1897, aunque, en retrospectiva, algunos de los trabajos anteriores de Ernst Kummer pueden interpretarse como el uso implícito de números p-ádicos. Los números p-ádicos fueron motivados principalmente por un intento de llevar las ideas y técnicas de los métodos de las series de potencias a la teoría de números. Su influencia ahora se extiende mucho más allá de este propósito inicial. Por ejemplo, el cuerpo del análisis p-ádico proporciona esencialmente una forma alternativa de cálculo infinitesimal.
Más formalmente, para un primo p dado, el cuerpo {\displaystyle \mathbb {Q} _{p}} de los números p-ádicos es una compleción métrica de los números racionales en la norma o valor absoluto p-ádico {\displaystyle |\cdot |_{p}}. El cuerpo {\displaystyle \mathbb {Q} _{p}} también recibe una topología derivada de una métrica, que a su vez se deriva del orden p-ádico, una valoración alternativa en los números racionales. Este espacio métrico es completo en el sentido de que cada sucesión de Cauchy converge hasta un punto en {\displaystyle \mathbb {Q} _{p}}. Esto es lo que permite el desarrollo del cálculo en {\displaystyle \mathbb {Q} _{p}}, y es la interacción de esta estructura analítica y algebraica lo que le da a los sistemas numéricos p-ádicos su gran utilidad.
La letra p en p-ádico es una variable y puede ser reemplazada por un número primo (lo que produce, por ejemplo, los números 2-ádicos) u otra expresión que represente a un número primo. El término "ádico" de "p-ádico" proviene de la terminación que se encuentra en palabras como diádico o triádico.

## Expansiónp-ádica de los números racionales
La representación decimal de un número racional {\displaystyle r} positivo es su representación como series
{\displaystyle r=\sum _{i=k}^{\infty }a_{i}10^{-i},}
donde {\displaystyle k} es un número entero y cada {\displaystyle a_{i}} es también un número entero tal que {\displaystyle 0\leq a_{i}<10.} Esta expansión puede ser calculada mediante la división larga del numerador por el denominador, que a su vez se basa en el siguiente teorema: si {\displaystyle r={\tfrac {n}{d}}} es un número racional tal que {\displaystyle 10^{k}\leq r<10^{k+1},} hay un entero {\displaystyle a} tal que {\displaystyle 0<a<10,} y {\displaystyle r=a\,10^{k}+r',} con {\displaystyle r'<10^{k}.} La expansión decimal se obtiene aplicando repetidamente este resultado al resto {\displaystyle r'} que en la iteración asume el papel del número racional original {\displaystyle r}.
La expansión p-ádica de un número racional se define de manera similar, pero con un paso de división diferente. Más precisamente, dado un número primo {\displaystyle p} fijo, cada número racional distinto de cero {\displaystyle r} se puede escribir únicamente como {\displaystyle r=p^{k}{\tfrac {n}{d}},}, donde {\displaystyle k} es un número entero (posiblemente negativo), {\displaystyle n} y {\displaystyle d} son números coprimos, ambos coprimos con {\displaystyle p}, y {\displaystyle d} es positivo. El entero {\displaystyle k} es la valoración p-ádica de {\displaystyle r}, denotada como {\displaystyle v_{p}(r),} y {\displaystyle p^{-k}} es su valor absoluto p-ádico, denotado como {\displaystyle |r|_{p}} (el valor absoluto es pequeño cuando la valoración es grande). El paso de división consiste en escribir
{\displaystyle r=a\,p^{k}+r'}
donde {\displaystyle a} es un número entero tal que {\displaystyle 0\leq a<p,} y {\displaystyle r'} es cero o un número racional tal que {\displaystyle |r'|_{p}<p^{-k}} (es decir, {\displaystyle v_{p}(r')>k}). 
La expansión {\displaystyle p}-ádica de {\displaystyle r} es la serie formal de potencias
{\displaystyle r=\sum _{i=k}^{\infty }a_{i}p^{i}}
obtenido repitiendo indefinidamente el paso de división explicado anteriormente en residuos sucesivos. En una expansión p-ádica, todos los {\displaystyle a_{i}} son enteros tales que {\displaystyle 0\leq a_{i}<p.}
Si {\displaystyle r=p^{k}{\tfrac {n}{1}}} con {\displaystyle n>0}, el proceso finalmente se detiene con un resto cero; en este caso, la serie se completa con términos finales con coeficiente cero, y es la representación de {\displaystyle r} en base-p.
La existencia y el cálculo de la expansión p-ádica de un número racional resulta de la identidad de Bézout de la siguiente manera. Si, como anteriormente, {\displaystyle r=p^{k}{\tfrac {n}{d}},} y {\displaystyle d} y {\displaystyle p} son coprimos, existen los enteros {\displaystyle t} y {\displaystyle u} tales que {\displaystyle td+up=1.} Entonces
{\displaystyle r=p^{k}{\tfrac {n}{d}}(td+up)=p^{k}nt+p^{k+1}{\frac {un}{d}}.}
y además, la división euclídea de {\displaystyle nt} por {\displaystyle p} da
{\displaystyle nt=qp+a,}
con {\displaystyle 0\leq a<p.}
Esto da el paso de división como
{\displaystyle {\begin{array}{lcl}r&=&p^{k}(qp+a)+p^{k+1}{\frac {un}{d}}\\&=&ap^{k}+p^{k+1}\,{\frac {qd+un}{d}},\\\end{array}}}
para que en la iteración
{\displaystyle r'=p^{k+1}\,{\frac {qd+un}{d}}}
genere el nuevo número racional.
Comprobar la unicidad del paso de división y de toda la expansión p-ádica es fácil: si {\displaystyle p^{k}a_{1}+p^{k+1}s_{1}=p^{k}a_{2}+p^{k+1}s_{2},} se tiene que {\displaystyle a_{1}-a_{2}=p(s_{2}-s_{1}).} Esto significa que {\displaystyle p} divide a {\displaystyle a_{1}-a_{2}.} Dado que {\displaystyle 0\leq a_{1}<p} y {\displaystyle 0\leq a_{2}<p,} debe ser cierto que {\displaystyle 0\leq a_{1}} y {\displaystyle a_{2}<p.} Así, uno obtiene {\displaystyle -p<a_{1}-a_{2}<p,} y como {\displaystyle p} divide a {\displaystyle a_{1}-a_{2}} eso debe ser {\displaystyle a_{1}=a_{2}.}
La expansión p-ádica de un número racional es una serie que converge al número racional, si se aplica la definición de serie convergente con el valor absoluto p-ádico.
En la notación estándar p-ádica, los dígitos se escriben en el mismo orden que en el sistema estándar en base p, es decir, con las potencias de la base aumentando hacia la izquierda. Esto significa que la producción de los dígitos se invierte y el límite se sitúa en el lado izquierdo.
La expansión p-ádica de un número racional es finalmente periádica. Recíprocamente, una serie {\textstyle \sum _{i=k}^{\infty }a_{i}p^{i},} con {\displaystyle 0\leq a_{i}<p} converge (para el valor absoluto p-ádico) a un número racional si y solo si finalmente es periódico. En este caso, la serie es la expansión p-ádica de ese número racional. La demostración es similar al resultado similar a un número decimal periódico.

### Ejemplo
Se va a calcular la expansión 5-ádica según la identidad de Bézout para {\displaystyle {\frac {1}{3}}.} El número p es {\displaystyle 5} y el denominador es {\displaystyle 3}. Por lo tanto, {\displaystyle 2\cdot 3+(-1)\cdot 5=1} (para ejemplos más grandes, esto se puede calcular con el algoritmo de Euclides extendido). De este modo
{\displaystyle {\frac {1}{3}}=2-{\frac {5}{3}}.}
Para el siguiente paso, se tiene que dividir {\displaystyle -1/3} (el factor 5 en el numerador de la fracción tiene que ser visto como un cambio de la valoración p-ádica, y por lo tanto, no está involucrado en la división). Multiplicando la identidad de Bézout por {\displaystyle -1} se obtiene
{\displaystyle -{\frac {1}{3}}=-2+{\frac {5}{3}}.}
La "parte entera" {\displaystyle -2} no está en el intervalo derecho. Entonces, se tiene que usar la división euclídea por {\displaystyle 5} para obtener {\displaystyle -2=3-1\cdot 5,} dando
{\displaystyle -{\frac {1}{3}}=3-5+{\frac {5}{3}}=3-{\frac {10}{3}},}
y
{\displaystyle {\frac {1}{3}}=2+3\cdot 5+{\frac {-2}{3}}\cdot 5^{2}.}
Del mismo modo, se tiene que
{\displaystyle -{\frac {2}{3}}=1-{\frac {5}{3}},}
y
{\displaystyle {\frac {1}{3}}=2+3\cdot 5+1\cdot 5^{2}+{\frac {-1}{3}}\cdot 5^{3}.}
Como ya se ha encontrado el resto {\displaystyle -{\tfrac {1}{3}}}, el proceso puede continuar fácilmente, dando coeficientes {\displaystyle 3} para potencias impares de cinco y {\displaystyle 1} para potencias pares.
O en la notación estándar 5-ádica
{\displaystyle {\frac {1}{3}}=\ldots 1313132_{5}}
con los puntos suspensivos {\displaystyle \ldots } en el lado izquierdo.

## Seriep-ádica
En este artículo, dado un número primo p, una serie p-ádica es una serie formal de potencias de la forma
{\displaystyle \sum _{i=k}^{\infty }a_{i}p^{i},}
donde todo {\displaystyle a_{i}} distinto de cero es un número racional {\displaystyle a_{i}={\tfrac {n_{i}}{d_{i}}},} tal que ninguno de los {\displaystyle n_{i}} y {\displaystyle d_{i}} es divisible por p. Si se interpretretan los números en la serie anterior como números reales, la serie podría no converger y por eso se habla de una serie formal. Aunque si los números se interpetan como números p-ádicos {\displaystyle a_{i},p\in \mathbb {Q} _{p}} entonces la serie es convergente bajo el valor absoluto p-ádico {\displaystyle |\cdot |_{p}}. Se tienen los siguientes hechos:
- Todo número racional puede verse como una serie p-ádica con un solo término, que consiste en su factorización de la forma {\displaystyle p^{k}{\tfrac {n}{d}},} con n y d, ambos coprimos con p.
- Una serie p-ádica está normalizada si cada {\displaystyle a_{i}} es un número entero en un intervalo {\displaystyle [0,p-1].} Por lo tanto, la expansión p-ádica de un número racional es una serie p-ádica normalizada.
- El valor p-ádico, u orden p-ádico de una serie p-ádica distinta de cero es el entero más bajo i tal que {\displaystyle a_{i}\neq 0.} El orden de la serie cero es infinito {\displaystyle \infty .}
- Dos series p-ádicas son equivalentes si tienen el mismo orden k, y si para cada entero n ≥ k la diferencia entre sus sumas parciales

{\displaystyle \sum _{i=k}^{n}a_{i}p^{i}-\sum _{i=k}^{n}b_{i}p^{i}=\sum _{i=k}^{n}(a_{i}-b_{i})p^{i}}
tiene un orden mayor que n (es decir, es un número racional de la forma {\displaystyle p^{k}{\tfrac {a}{b}},} con {\displaystyle k>n,} y a y b ambos coprimos con p). 
Para cada serie p-ádica {\displaystyle S}, hay una única serie normalizada {\displaystyle N} tal que {\displaystyle S} y {\displaystyle N} son equivalentes. {\displaystyle N} es la normalización de {\displaystyle S.} La prueba es similar a la prueba de existencia de la expansión p-ádica de un número racional. En particular, cada número racional puede considerarse como una serie p-ádica con un solo término distinto de cero, y la normalización de esta serie es exactamente la representación racional del número racional.
En otras palabras, la equivalencia de la serie p-ádica es una relación de equivalencia, y cada clase de equivalencia contiene exactamente una serie p-ádica normalizada.
Las operaciones usuales de series (suma, resta, multiplicación, división) asignan series p-ádicas a series p-ádicas, y son compatibles con la equivalencia de series p-ádicas. Es decir, denotando la equivalencia con ~, si S, T y U son series p-ádicas distintas de cero tales que {\displaystyle S\sim T,} se tiene que
{\displaystyle {\begin{aligned}S\pm U&\sim T\pm U,\\SU&\sim TU,\\1/S&\sim 1/T.\end{aligned}}}
Además, S y T tienen el mismo orden y el mismo primer término.

### Notación posicional
Es posible usar una notación posicional similar a la que se usa para representar números en base p.
Sea {\textstyle \sum _{i=k}^{\infty }a_{i}p^{i}} una serie p-ádica normalizada, es decir, cada {\displaystyle a_{i}} es un número entero en el intervalo {\displaystyle [0,p-1].} Se puede suponer que {\displaystyle k\leq 0} al establecer {\displaystyle a_{i}=0} para {\displaystyle 0\leq i<k} (si {\displaystyle k>0}), y sumando los términos cero resultantes a la serie.
Si {\displaystyle k\geq 0,}, la notación posicional consiste en escribir {\displaystyle a_{i}} consecutivamente, ordenados por valores decrecientes de i, a menudo con p apareciendo a la derecha como un índice:
{\displaystyle \ldots a_{n}\ldots a_{1}{a_{0}}_{p}}
Entonces, el cálculo del ejemplo anterior muestra que
{\displaystyle {\frac {1}{3}}=\ldots 1313132_{5},}
y
{\displaystyle {\frac {25}{3}}=\ldots 131313200_{5}.}
Cuando {\displaystyle k<0,} se añade un punto de separación antes de los dígitos con índice negativo y, si el índice p está presente, aparece justo después del punto de separación. Por ejemplo,
{\displaystyle {\frac {1}{15}}=\ldots 3131313._{5}2,}
y
{\displaystyle {\frac {1}{75}}=\ldots 1313131._{5}32.}
Si una representación p-ádica es finita por la izquierda (es decir, {\displaystyle a_{i}=0} para valores grandes de i), entonces tiene el valor de un número racional no negativo de la forma {\displaystyle np^{v},} con {\displaystyle n,v} enteros. Estos números racionales son exactamente los números racionales no negativos que tienen una representación finita en base p. Para estos números racionales, las dos representaciones son iguales.

## Definición
Hay varias definiciones equivalentes de números p-ádicos. La que se da aquí es relativamente elemental, ya que no implica ningún otro concepto matemático que los introducidos en las secciones anteriores. Otras definiciones equivalentes usan la compleción de un anillo de valoración discreta (véase enteros p-ádicos), espacio métrico completo (véase propiedades topológicas), o límites inversos (véase propiedades modulares).
Un número p-ádico se puede definir como una "serie p-ádica normalizada". Dado que hay otras definiciones equivalentes que se usan comúnmente, se dice a menudo que una serie p-ádica normalizada "representa" un número p-ádico, en lugar de decir que "es" un número p-ádico.
También se puede decir que cualquier serie p-ádica representa un número p-ádico, ya que cada serie p-ádica es equivalente a una única serie p-ádica normalizada. Esto es útil para definir operaciones (suma, resta, multiplicación, división) de números p-ádicos: el resultado de tal operación se obtiene normalizando el resultado de la operación correspondiente en serie. Esto define bien las operaciones sobre números p-ádicos, ya que las operaciones en serie son compatibles con la equivalencia de series p-ádicas.
Con estas operaciones, los números p-ádicos forman un cuerpo llamado campo de números p-ádicos y denotado como {\displaystyle \mathbb {Q} _{p}} o {\displaystyle \mathbf {Q} _{p}.}. Hay un homomorfismo de cuerpo único de los números racionales sobre los números p-ádicos, que representa cada número por su expansión p-ádica. La imagen de este homomorfismo se identifica comúnmente con el cuerpo de los números racionales. Esto permite considerar los números p-ádicos como una extensión de los números racionales, y los números racionales como un subcampo de los números p-ádicos.
La valoración de un número p-ádico x distinto de cero, comúnmente denominada {\displaystyle v_{p}(x),}, es el exponente de p en el primer término distinto de cero de cada serie p-ádica que representa a x. Por convención, {\displaystyle v_{p}(0)=\infty ;} es decir, la valoración de cero es {\displaystyle \infty .} Esta valoración es una valoración discreta. La restricción de esta valoración a los números racionales es la valoración p-ádica de {\displaystyle \mathbb {Q} ,}, es decir, el exponente v en la factorización de un número racional como {\displaystyle {\tfrac {n}{d}}p^{v},} tanto con n como con d números coprimos con respecto a p.

## Enterosp-ádicos
Los enteros p-ádicos son los números p-ádicos con una valoración no negativa.
Un entero p-ádico se puede representar como una secuencia
{\displaystyle x=(x_{1}\operatorname {mod} p,~x_{2}\operatorname {mod} p^{2},~x_{3}\operatorname {mod} p^{3},~\ldots )}
de residuos xe mod pe para cada entero e, satisfaciendo las relaciones de compatibilidad {\displaystyle x_{i}\equiv x_{j}~(\operatorname {mod} p^{i})} para i < j.
Cada número entero es un entero p-ádico (incluyendo cero, cuya valoración por convenio es {\displaystyle 0<\infty }). Los números racionales de la forma {\textstyle {\tfrac {n}{d}}p^{k}} con d coprimo con respecto a p y con {\displaystyle k\geq 0} también son números enteros p-ádicos (por la razón de que d tiene un módulo inverso pe para cada e).
Los enteros p-ádicos forman un anillo conmutativo, denominado {\displaystyle \mathbb {Z} _{p}} o {\displaystyle \mathbf {Z} _{p}}, que tiene las siguientes propiedades:
- Es un dominio de integridad, ya que es un subanillo de un cuerpo, o porque el primer término de la serie representativa del producto de dos series p-ádicas distintas de cero es el producto de sus primeros términos.
- Las unidades (elementos invertibles) de {\displaystyle \mathbb {Z} _{p}} son los números p-ádicos de valoración cero.
- Es un dominio de ideales principales, tal que cada ideal es generado por una potencia de p.
- Es un anillo local de dimensión de Krull, ya que sus únicos ideales primos son los elementos cero y el ideal generado por p el único ideal maximal.
- Es un anillo de valoración discreta, lo que resulta de las propiedades anteriores.
- Es la compleción del anillo local {\displaystyle \mathbb {Z} _{(p)}=\{{\tfrac {n}{d}}\mid n,d\in \mathbb {Z} ,\,d\not \in p\mathbb {Z} \},} que es la localización de {\displaystyle \mathbb {Z} } en el ideal primo {\displaystyle p\mathbb {Z} .}
- El cardinal del dicho conjunto igual al de los números reales {\displaystyle {\text{card}}(\mathbb {Z} _{p})=2^{\aleph _{0}}}

La última propiedad proporciona una definición de los números p-ádicos que es equivalente a la anterior: el cuerpo de los números p-ádicos es el cuerpo de fracciones de la compleción de la localización de los enteros en el ideal primo generado por p.

## Propiedades topológicas
La valoración p-ádica permite definir un valor absoluto sobre los números p-ádicos: el valor absoluto p-ádico de un número p-ádico distinto de cero x es
{\displaystyle |x|_{p}=p^{-v_{p}(x)},}
donde {\displaystyle v_{p}(x)} es la valoración p-ádica de x. El valor absoluto p-ádico de {\displaystyle 0} es {\displaystyle |0|_{p}=0.} Este es un valor absoluto que satisface el espacio ultramétrico ya que, para cada x y y se tiene que
- {\displaystyle |x|_{p}=0} si y solo si {\displaystyle x=0;}
- {\displaystyle |x|_{p}\cdot |y|_{p}=|xy|_{p}}
- {\displaystyle |x+y|_{p}\leq \max(|x|_{p},|y|_{p})\leq |x|_{p}+|y|_{p}.}

Además, si {\displaystyle |x|_{p}\neq |y|_{p},} se tiene que {\displaystyle |x+y|_{p}=\max(|x|_{p},|y|_{p}).}
Esto hace de los números p-ádicos un espacio métrico, e incluso un espacio ultramétrico, con la distancia p-ádica definida por
{\displaystyle d_{p}(x,y)=|x-y|_{p}.}
Como espacio métrico, los números p-ádicos forman la completación de los números racionales equipados con el valor absoluto p-ádico. Esto proporciona otra forma de definir los números p-ádicos. Sin embargo, la construcción general de una terminación se puede simplificar en este caso, porque la métrica se define por una valoración discreta (en resumen, se puede extraer de cada sucesión de Cauchy una subsecuencia tal que las diferencias entre dos términos consecutivos tienen valores absolutos estrictamente decrecientes; tal subsecuencia es la secuencia de los términos de una serie p-ádica, y por lo tanto una única serie p-ádica normalizada puede asociarse a cada clase de equivalencia de sucesiones de Cauchy, por lo que para construir la completación basta considerar la serie p-ádica normalizada en lugar de las clases de equivalencia de las sucesiones de Cauchy).
Como la métrica se define a partir de una valoración discreta, cada bola es también cerrada. Más precisamente, la bola abierta {\displaystyle B_{r}(x)=\{y\mid d_{p}(x,y)<r\}} es igual a la bola cerrada {\displaystyle B_{p^{-v}}[x]=\{y\mid d_{p}(x,y)\leq p^{-v}\},} donde v es el menor entero tal que {\displaystyle p^{-v}<r.} De manera similar, {\displaystyle B_{r}[x]=B_{p^{-w}}(x),} donde w es el mayor entero tal que {\displaystyle p^{-w}>r.} Esto implica que el espacio topológico de los números p-ádicos {\displaystyle \mathbb {Q} _{p}} con la topología definida por la norma p-ádica, es un espacio completamente disconexo.
Esto implica que los números p-ádicos forman una estructura con compacidad local; y que los enteros p-ádicos, es decir, las bolas {\displaystyle B_{1}[0]=B_{p}(0)}, forman un espacio compacto.
Como espacio métrico los números p-ádicos forman un espacio métrico completo. Aunque no son un cuerpo algebraicamente cerrado. La clausura algebrica denotada como {\displaystyle {\bar {\mathbb {Q} }}_{p}} vuelce a no ser métricamente completa. Sin embargo, se puede construir un cuerpo algebraico cerrado, que además sea un espacio métrico completo y contenga a {\displaystyle \mathbb {Q} _{p}}. Ese cuerpo se suele denotar como {\displaystyle \Omega } o bien como {\displaystyle \mathbb {C} _{p}}.

## Propiedades modulares
El anillo cociente {\displaystyle \mathbb {Z} _{p}/p^{n}\mathbb {Z} _{p}} se puede identificar con el anillo {\displaystyle \mathbb {Z} /p^{n}\mathbb {Z} } de los enteros respecto al módulo {\displaystyle p^{n}.} Esto se puede demostrar observando que todo entero p-ádico, representado por su serie p-ádica normalizada, es congruente módulo {\displaystyle p^{n}} con su serie {\textstyle \sum _{i=0}^{n-1}a_{i}p^{i},} cuyo valor es un entero en el intervalo {\displaystyle [0,p^{n}-1].} Una verificación directa muestra que esto define un homomorfismo de anillos de {\displaystyle \mathbb {Z} _{p}/p^{n}\mathbb {Z} _{p}} a {\displaystyle \mathbb {Z} /p^{n}\mathbb {Z} .}
El límite inverso de los anillos {\displaystyle \mathbb {Z} _{p}/p^{n}\mathbb {Z} _{p}} se define como el anillo formado por las secuencias {\displaystyle a_{0},a_{1},\ldots } tal que {\displaystyle a_{i}\in \mathbb {Z} /p^{i}\mathbb {Z} } y {\textstyle a_{i}\equiv a_{i+1}{\pmod {p^{i}}}} para cada i.
La aplicación que hace corresponder una serie p-ádica normalizada a la secuencia de sus sumas parciales es un isomorfismo de anillo desde {\displaystyle \mathbb {Z} _{p}} hasta el límite inverso de {\displaystyle \mathbb {Z} _{p}/p^{n}\mathbb {Z} _{p}.}. Esto proporciona otra forma de definir enteros p-ádicos (salvo un isomorfismo).
Esta definición de enteros p-ádicos es especialmente útil para cálculos prácticos, ya que permite construir enteros p-ádicos mediante aproximaciones sucesivas.
Por ejemplo, para calcular el inverso p-ádico (multiplicativo) de un número entero, se puede utilizar el método de Newton, a partir del módulo inverso p; y luego, para cada paso del método de Newton calcula el módulo inverso {\textstyle p^{n^{2}}} del módulo inverso {\textstyle p^{n}.}
Se puede usar el mismo método para calcular la raíz cuadrada p-ádica de un número entero que es un residuo cuadrático módulo p. Este parece ser el método conocido más rápido para probar si un entero grande es un cuadrado: basta con probar si el entero dado es el cuadrado del valor encontrado en {\displaystyle \mathbb {Z} _{p}/p^{n}\mathbb {Z} _{p}}. La aplicación del método de Newton para encontrar la raíz cuadrada requiere que {\textstyle p^{n}} sea mayor que el doble del entero dado, lo que se satisface rápidamente.
La elevación de Hensel es un método similar que permite elevar el módulo de factorización p de un polinomio con coeficientes enteros a un módulo de factorización {\textstyle p^{n}} para valores grandes de n. Esto es comúnmente utilizado por los algoritmos de factorización de polinomios.

## Notación
Hay varias convenciones diferentes para escribir expansiones p-ádicas. Hasta ahora, este artículo ha utilizado una notación para expansiones p-ádicas en las que las potencias de p aumentan de derecha a izquierda. Con esta notación de derecha a izquierda, la expansión 3-ádica de 1⁄5, por ejemplo, se escribe como
{\displaystyle {\dfrac {1}{5}}=\dots 121012102_{3}.}
Al realizar operaciones aritméticas en esta notación, los dígitos son acarreados a la izquierda. También es posible escribir expansiones p-ádicas de modo que las potencias de p aumenten de izquierda a derecha y los dígitos se lleven a la derecha. Con esta notación de izquierda a derecha, la expansión 3-ádica de 1⁄5 es
{\displaystyle {\dfrac {1}{5}}=2.01210121\dots _{3}{\mbox{or }}{\dfrac {1}{15}}=20.1210121\dots _{3}.}
Las expansiones p-ádicas pueden escribirse con otros conjuntos de dígitos en lugar de {0, 1, ..., p − 1}. Por ejemplo, la expansión 3-ádica de 1/5 se puede escribir usando los dígitos en sistema ternario equilibrado {1,0,1} como
{\displaystyle {\dfrac {1}{5}}=\dots {\underline {1}}11{\underline {11}}11{\underline {11}}11{\underline {1}}_{\text{3}}.}
De hecho, cualquier conjunto de números enteros p que estén en distintos clases de residuos módulo p puede utilizarse como dígitos p-ádicos. En teoría de números, las representaciones de Teichmüller a veces se usan como dígitos.
La notación con comillas es una variante de la representación p-ádica de los números racionales que fue propuesta en 1979 por Eric Hehner y Nigel Horspool para manejar en las computadoras la aritmética (exacta) generada con estos números.

## Cardinalidad
Tanto {\displaystyle \mathbb {Z} _{p}} como {\displaystyle \mathbb {Q} _{p}} son no numerables y poseen la cardinalidad del continuo. Para {\displaystyle \mathbb {Z} _{p},} esto resulta de la representación p-ádica, que define una función biyectiva de {\displaystyle \mathbb {Z} _{p}} sobre el conjunto de potencias {\displaystyle \{0,\ldots ,p-1\}^{\mathbb {N} }.} Para {\displaystyle \mathbb {Q} _{p}} esto resulta de su expresión como conjunto numerable unión de copias de {\displaystyle \mathbb {Z} _{p}}:
{\displaystyle \mathbb {Q} _{p}=\bigcup _{i=0}^{\infty }{\frac {1}{p^{i}}}\mathbb {Z} _{p}.}

## Cierre algebraico
Qp contiene a Q y es un cuerpo de característica 0. Debido a que 0 se puede escribir como suma de cuadrados, Qp no se puede convertir en un cuerpo ordenado.
El conjunto de los números reales R tiene solo una única extensión algebraica propia: los números complejos C. En otras palabras, esta extensión de cuerpos ya es algebraicamente cerrada. Por el contrario, la clausura algebraica de Qp, denotado como {\displaystyle {\overline {\mathbf {Q} _{p}}},} tiene grado infinito, es decir, Qp tiene infinitas extensiones algebraicas no equivalentes. También contrastando el caso de los números reales, aunque existe una única extensión de la valoración p-ádica a {\displaystyle {\overline {\mathbf {Q} _{p}}},} esta última no es (métricamente) completa. Su completación (métrica) se denomina Cp o Ωp. Aquí se llega a una estructura completa, ya que Cp es algebraicamente cerrado. Sin embargo, a diferencia de C, este cuerpo no posee compacidad local.
Los conjuntos Cp y C son isomorfos como anillos [cita requerida], por lo que se puede considerar a Cp como C dotado de una métrica exótica. La prueba de la existencia de tal isomorfismo de cuerpo se basa en el axioma de elección y no proporciona un ejemplo explícito de tal isomorfismo (es decir, no es una demostración constructiva).
Si K es una extensión de Galois finita de Qp, el grupo de Galois {\displaystyle \operatorname {Gal} \left(\mathbf {K} /\mathbf {Q} _{p}\right)} es resoluble. Así, el grupo de Galois {\displaystyle \operatorname {Gal} \left({\overline {\mathbf {Q} _{p}}}/\mathbf {Q} _{p}\right)} es prorresoluble.

## Grupo multiplicativo
Qp contiene el n-ésimo cuerpo ciclotómico (n > 2) si y solo si n | p − 1. Por ejemplo, el cuerpo ciclotómico n-ésimo es un subcuerpo de Q13 si y solo si n = 1, 2, 3, 4, 6 o 12. En particular, no existe una p-torsión multiplicativa en Qp, si p > 2. Además, −1 es el único elemento de torsión no trivial en Q2.
Dado un número natural k, el índice del grupo multiplicativo de las k-ésimas potencias de los elementos distintos de cero de Qp en {\displaystyle \mathbf {Q} _{p}^{\times }} es finito.
El número e, definido como la suma de recíprocos de factoriales, no es miembro de ningún cuerpo p-ádico; pero e p ∈ Qp (p ≠ 2). Para p = 2 se debe tomar al menos la cuarta potencia. Por lo tanto, un número con propiedades similares a las de e, es decir, una raíz p-ésima de ep, es miembro de {\displaystyle {\overline {\mathbf {Q} _{p}}}} para todos los p.

## Principio local-global
Según el principio local-global de Helmut Hasse, una ecuación se puede resolver sobre los números racionales si y solo si se puede resolver sobre los números reales y sobre los números p-ádicos para cada primo p. Este principio se cumple, por ejemplo, para ecuaciones dadas por formas cuadráticas, pero falla para polinomios superiores con varias varables.

## Generalizaciones y conceptos relacionados
Los números reales y los números p-ádicos son los complementos de los números racionales; pero también es posible completar otros cuerpos de manera análoga, como por ejemplo el cuerpo de números algebraicos generales. Esta propiedad se describe a continuación.
Supóngase que D es un dominio de Dedekind y E es su cuerpo de fracciones. Elíjase un ideal primo P de D distinto de cero. Si x es un elemento distinto de cero de E, entonces xD es un ideal fraccional y se puede factorizar de forma única como un producto de potencias positivas y negativas de ideales primos distintos de cero de  D. Entonces, se escribe ordP(x) para el exponente de P en esta factorización, y para cualquier elección de número c mayor que 1 se puede establecer que
{\displaystyle |x|_{P}=c^{-\!\operatorname {ord} _{P}(x)}.}
La completación con respecto a este valor absoluto|.|P produce un cuerpo EP, lo que supone la generalización propia del cuerpo de los números p-ádicos respecto a esta configuración. La elección de c no cambia la completación (diferentes elecciones producen el mismo concepto de sucesión de Cauchy, por lo que se obtiene la misma completación). Es conveniente, cuando el cuerpo residuo D/P es finito, tomar c el tamaño de D/P.
Por ejemplo, cuando E es un cuerpo de números algebraicos, el teorema de Ostrowski afirma que todo valor absoluto no arquimediano no trivial en E surge como algún|.|P. Los restantes valores absolutos no triviales de E surgen de las diferentes incrustaciones de E en los números reales o complejos. De hecho, los valores absolutos no arquimedianos pueden considerarse simplemente como las diferentes incrustaciones de E en los campos Cp, poniendo así la descripción de todos los valores absolutos no triviales de un cuerpo numérico en una base común.
A menudo, es necesario realizar un seguimiento simultáneo de todas las terminaciones mencionadas anteriormente cuando E es un cuerpo numérico (o, más generalmente, un cuerpo global), que se considera que codifica información local. Esto se logra mediante los anillos adeles y los grupos ideles.
Los enteros p-ádicos se pueden extender a los solenoides p-ádicos {\displaystyle \mathbb {T} _{p}}. Existe una aplicación de {\displaystyle \mathbb {T} _{p}} sobre el grupo circular cuyas fibras son los enteros p-ádicos {\displaystyle \mathbb {Z} _{p}}, en analogía a como existe una aplicación de {\displaystyle \mathbb {R} } sobre el círculo cuyas fibras son {\displaystyle \mathbb {Z} }.

### Lecturas relacionadas
- Bachman, George (1964), Introduction to p-adic Numbers and Valuation Theory, Academic Press, ISBN 0-12-070268-1.
- Borevich, Z. I.; Shafarevich, I. R. (1986), Number Theory, Pure and Applied Mathematics 20, Boston, MA: Academic Press, ISBN 978-0-12-117851-2, MR 0195803.
- Koblitz, Neal (1984), p-adic Numbers, p-adic Analysis, and Zeta-Functions,  Graduate Texts in Mathematics 58 (2nd edición), Springer, ISBN 0-387-96017-1.
- Mahler, Kurt (1981), p-adic numbers and their functions, Cambridge Tracts in Mathematics 76 (2nd edición), Cambridge: Cambridge University Press, ISBN 0-521-23102-7, Zbl 0444.12013.
- Steen, Lynn Arthur (1978), Counterexamples in Topology, Dover, ISBN 0-486-68735-X.